# 20世纪少女
《20世紀少女》（韓語：20세기 소녀）是一部於2022年公開的Netflix原創韓國愛情電影，這是導演方佑麗執導的首部長篇商業電影，由金裕貞、邊佑錫、朴柾佑、盧允瑞主演，講述1999年一名少女為了花痴閨蜜而密切關注學校裡的一個男生，結果卻展開了自己的愛情故事，於2022年10月21日上線公開。2022年10月6日在第27屆釜山國際電影節舉行首映。

## 劇情概要
劇情講述某個冬天收到的錄影帶裡紀錄的1999年的記憶，17歲的少女寶拉（金裕貞飾）為了實現閨蜜妍度（盧允瑞飾）的初戀，自稱是愛情丘比特的同時而展開的初戀觀察羅曼史。

## 演員陣容

### 主要人物
- 金裕貞（成年：韓孝周[3]）飾演 羅寶拉
- 邊佑錫 飾演 馮雲浩
- 朴柾佑 飾演 白賢振
- 盧允瑞 飾演 金妍度

### 其他人物
- 鄭石勇 飾演 寶拉的父親
- 全惠媛 飾演 趙又
- 李凡秀 飾演 學柱
- 金成景（朝鲜语：김성경 (방송인)） 飾演 寶拉的母親
- 李燦武（朝鲜语：이천무） 飾演 羅海洋
- 尹伊萊（朝鲜语：윤이레） 飾演 太太
- 崔教植（朝鲜语：최교식） 飾演 郵遞員
- 金努凜（朝鲜语：김누림） 飾演 東旭
- 姜彩英（朝鲜语：강채영） 飾演 福順[4]
- 李宇成（朝鲜语：이우성） 飾演 閔鴻基

### 特別出演
- 朴海俊 飾演 保健老師
- 柳承龍 飾演 馮雲浩的父親（聲音出演）
- 孔明 飾演 鄭雲昊
- 邕聖祐（童年：鄭民俊（朝鲜语：정민준 (2016년)））飾演 馮俊浩／Joseph

## 製作
- 2021年10月5日開機拍攝，2022年1月6日殺青。

## 獎項榮譽
| 年份   | 頒獎典禮           | 獎項                    | 入圍者 | 結果 | 參    |
| ------ | ------------------ | ----------------------- | ------ | ---- | ----- |
| 2023年 | 第59屆百想藝術大獎 | 電影部門 男子新人演技獎 | 邊佑錫 | 提名 | [ 5 ] |
| 2023年 | 第32屆釜日電影獎   | 最佳新人男演员          | 邊佑錫 | 提名 |       |

## 外部連結
- 在Netflix上觀看《20世纪少女》
- NAVER上《20世纪少女》的資料
- Daum上《20世纪少女》的資料

- 韩国电影数据库（KMDb）上《20世纪少女》的資料
- 互联网电影数据库（IMDb）上《20世纪少女》的资料（英文）